# 세이난 가쿠인 대학
세이난 가쿠인 대학(일본어: 西南学院大学, Seinan Gakuin University), 또는 세이난학원대학은 일본의 침례교 계열의 사립 대학이다. 대학 본부는 후쿠오카현 후쿠오카시 사와라구(早良區)에 있다.

## 연혁
세이난 가쿠인 대학의 기원은 1916년에 미국 남부 침례교의 선교사 C. K. Dozier가 설립한 남자 중학교〈사립 세이난 가쿠인〉(私立西南學院/사립 서남학원)이다. 1921년에 전문학교령(專門學校令)에 의한 고등학부를 설치해 1949년에 세이난 가쿠인 대학으로 승격했다.
- 1916년 : 사립 세이난 가쿠인 설립.
- 1918년 : 현 캠퍼스로 이전.
- 1921년 : 고등학부(전문학교)를 설치. 학과: 문과, 상과.
- 1944년 : 고등학부를 세이난 가쿠인 경제전문학교로 개칭 (영문과를 폐지).
- 1946년 : 경제전문학교를 세이난 가쿠인 전문학교로 개칭 (영문과를 재개).
- 1949년 : 세이난 가쿠인 대학 개설.
  - 학부: 학예학부 (전공: 신학, 영문학, 상학).
- 1951년 : 학예학부를 문상(文商)학부로 개명.
- 1954년 : 문상학부를 분리: 문학부, 상학부.
- 1964년 : 경제학부를 설치.
- 1966년 : 신학부를 설치.
- 1967년 : 법학부를 설치.
- 2005년 : 인간과학부를 설치.
- 2006년 : 국제문화학부를 설치.
- 2019년 : 외국어학부를 설치.

## 캠퍼스
- 후쿠오카현 후쿠오카시 사와라 구(早良區) 니시진(西新) 6-2-92.

## 조직

### 학부
- 신학부
- 문학부
- 상학부
- 경제학부
- 법학부
- 인간과학부
- 국제문화학부

### 대학원
- 신학 연구과 (석사 과정)
- 법학 연구과
- 경영학 연구과
- 문학 연구과
- 경제학 연구과 (석사 과정)
- 인간과학 연구과 (석사 과정)
- 국제문화 연구과
- 법무 연구과 (법과대학원)

### 부속기관
- 도서관
- 학술 연구소
- 대학 박물관
- 란킨 채플 (Rankin Chapel)
- 성경 식물원